# Лукин, Николай Леонидович
Николай Леонидович Лукин — советский хозяйственный и государственный деятель, лауреат Государственной премии СССР за выдающиеся достижения в труде.

## Биография
Родился в 1947 году в деревне Савинская. Член КПСС.
Окончил Правдинское ПТУ № 7.
В 1965—2010 годах — накатчик, сушильщик, машинист бумагоделательной машины, бригадир Балахнинского целлюлозно-бумажного комбината им. Ф. Э. Дзержинского.
За большой личный вклад в улучшение использования лесных ресурсов был в составе коллектива удостоен Государственной премии СССР за выдающиеся достижения в труде 1988 года.
Делегат XIX конференции КПСС.
Почетный гражданин Балахнинского района.
Жил в Балахне.

## Награды
- Орден Трудовой Славы II степени (04.05.1985)
- Орден Трудовой Славы III степени (19.03.1981)